# Heilig Hartbeeld (Thorn)
Het Heilig Hartbeeld is een standbeeld in de Nederlandse plaats Thorn, in de provincie Limburg.

## Achtergrond
Het Heilig Hartbeeld was een geschenk van oud-inwoners van Thorn die in Antwerpen woonden. Het werd gemaakt door beeldhouwer Louis Jacobin uit Borgerhout. Het is geplaatst in de directe nabijheid van de Sint-Michaëlkerk en werd geïntroniseerd door de pastoor op 11 oktober 1925.

## Beschrijving
Het beeld is een staande Christusfiguur in gedrapeerd gewaad. Met zijn linkerhand wijst hij naar het Heilig Hart op zijn borst, de rechterhand toont de stigmata in de handpalm. Het is geplaatst op een bakstenen sokkel, waarin een plaquette is aangebracht met de tekst 

H. HART
van JESUS
wees koning
over thorn
1925